# Trachyteleia
Trachyteleia is een geslacht van sponsdieren uit de klasse van de Demospongiae (gewone sponzen).

## Soorten
- Trachyteleia hispida (Bowerbank, 1864)
- Trachyteleia stephensi Topsent, 1928